# Christoph Heusser
Christoph Heusser (* 27. Januar 1974 in Baden, Aargau) ist ein Schweizer Schauspieler.

## Werdegang
Gleich nach seiner Ausbildung, 2002, konnte er in bedeutenden Schweizer Theatern spielen, wie dem Bernhard-Theater und dem Theater 11 in Zürich und den Stadttheatern Winterthur und Schaffhausen. Es folgten Auftritte in der Barfußbar, dem Theater Stadelhofen und der Bühne S in Zürich. Auf Letzterer stand er in einer Inszenierung von Peter Arens. Außerdem war er in einer Werbekampagne des SonntagsBlicks zu sehen und war Model für eine Kollektion von Christa de Carouge.
2005 zog er nach Berlin, wo er unter anderem in der ufaFabrik, dem ACUD Theater und dem Literaturforum im Brechthaus zu sehen war.
Er absolvierte ursprünglich eine Bewegungstheater Ausbildung nach Jaques Lecoq. Danach zog es ihn mehr und mehr ins Sprechtheater, wo er in der freien Szene Fuß fassen konnte. Er spielte unter anderem in Stücken von Henrik Ibsen, Charles Dickens und Max Frisch.
2008 führte ihn sein Interesse am Bewegungstheater zur Stabfigurencompany Berlin, wo er vom März 2008 bis Februar 2009 Mitglied war. Seit 2009 lebt er wieder in der Schweiz. Neben Musikprojekten als Gitarrist gründete er 2011 mit Christa Petrachi im Rahmen des 5. Secondo Theaterfestivals die Theatergruppe Manjemas. Manjemas schaffte es 2012 auch ins Finale des Schweizer Kabarett Castings in Olten. Zwischen 2012 und 2014 folgten Engagements beim Theater Mephisto & Co in Konstanz, beim Theater Kanton Bern und bei den Kammerspielen Seeb. 2015 konnte er die Hauptrolle im Stück „Jan Hus – der Wahrheit Willen“ übernehmen. Das Stück von Dagmar Dornbierer-Šašková, inszeniert von Bernhard Gertsch, wurde im Rahmen der Reformationsfeierlichkeiten mit einem Ad-hoc-Ensemble in Zürich aufgeführt. Mit dem Theaterduo „Rideau Rouge“, dass er mit seiner Frau Jorinde Heusser gründete, konnte er in Kleintheatern auftreten und als Liedermacher mit eigenen Liedern trat er zwei Mal am jährlich stattfindenden Troubadix Festival auf. Im Freilichtspiel Kleinandelfingen spielte 2022 in einer Adaption von Romeo und Julia auf dem Dorfe mit. Im Sommer 2023 stand er wieder auf derselben Bühne, diesmal in einer „Wilhelm Tell“ Adaption.